# Budget de défense des États-Unis

Budget de défense de l'OTAN, États-Unis, Chine, URSS, Russie et autres en milliards de dollars constant de 2021.

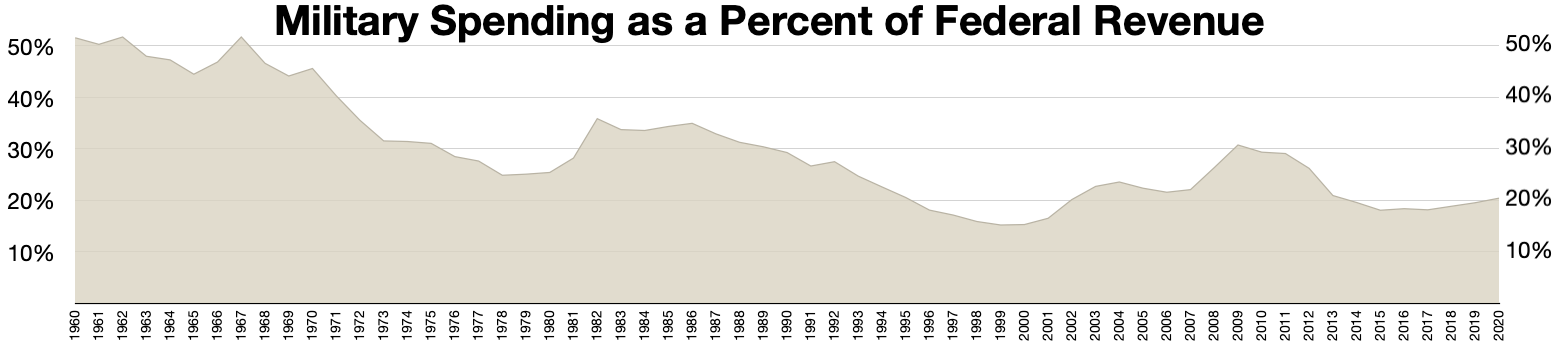
Dépenses militaires en pourcentage du revenu du Gouvernement fédéral des États-Unis.

Le budget de défense des États-Unis correspond à la partie du budget fédéral des États-Unis alloué au département de la Défense ou, plus largement, à la partie du budget fédéral consacrée à toute dépense liée à l'armée. Le budget de défense couvre les salaires, la formation et les soins de santé du personnel en uniforme, du personnel civil et anciens combattants, l'entretien des armements, du matériel et des installations, le financement des opérations ainsi que le développement et l'acquisition de nouveaux équipements.
Pour l'exercice fiscal 2019 (FY 2019), le budget total alloué au département de la Défense s'élève à environ 693 milliards US$. Entre 2015 et 2018, les dépenses de défense des États-Unis représentent environ 35 % du total mondial.

## Cadre général et définitions
| Rub. | En milliards US$ courants (données mars 2019) | FY 2018 Réel |
| ---- | --------------------------------------------- | ------------ |
| 051  | Département de la Défense (DoD)               | 694,5        |
| 053  | Énergie nucléaire, activités de défense       | 23,3         |
| 054  | Autres activités de défense                   | 9,0          |
| 050  | Total défense nationale (051+053+054)         | 726,8        |
| 700  | Vétérans                                      | 192,4        |
|      | Retraites militaires non-financées            | 89,4         |
|      | Taxes liées aux activités de défense          | 23,8         |
|      | Total défense                                 | 1011,5       |

Le budget fédéral des États-Unis est établi par année fiscale (Fiscal Year ou en forme abrégée FY) qui commence le 1er octobre et s'achève le 30 septembre de l'année suivante. Ainsi l'année fiscale 2018 (FY 2018) commence le 1er octobre 2017 et s'achève le 30 septembre 2018,.
Les dépenses de défense des États-Unis englobent le budget du département de la Défense (DoD) stricto sensu (rubrique 051), les activités militaires dans le domaine de l'énergie nucléaire (rubrique 053) et les activités diverses (rubrique 054). Ces rubriques forment au total les dépenses de défense nationale (rubrique 050).
Viennent s'ajouter d'autres rubriques de la nomenclature budgétaire fédérale américaine. La plus importante est les pensions et services aux vétérans (rubrique budgétaire 700), auquel s'ajoutent l'amortissement étalé sur plusieurs années des retraites militaires non-financées et des taxes liées aux activités de défense.
Au total, les engagements de dépenses (Budget Authority) liées aux activités de défense des États-Unis représentent en FY 2018 plus de mille milliards US$. Sur ce total, le DoD représente 694,5 milliards US$.
| Budget Authority | Budget Authority | Outlays |
| ---------------- | ---------------- | ------- |
| Discretionary    | 670,6            |         |
| Mandatory        | 23,8             |         |
| Total            | 694,5            | 600,6   |

Comme en France, le budget distingue les autorisations d'engagement de dépenses (Budget Authority) et les crédits de paiement (Outlays). Une segmentation majeure du budget est la distinction faîte entre dépenses obligatoires (Mandatory) et les dépenses variables ou discrétionnaires (Discretionary).
Pour FY 2018, les engagements de dépenses du DoD se décomposent en 670,6 milliards US$ au titre des dépenses discrétionnaires et de 23,8 milliards US$ pour les dépenses obligatoires. Les dépenses discrétionnaires se décomposent elles-mêmes en dépenses de base (Base) pour 599,6 milliards US$, dépenses exceptionnelles pour les opérations extérieures (Overseas Contingency Operations, en forme abrégée OCO) pour 65,2 milliards US$, et en dépenses d'urgence (Emergency) pour 5,8 milliards US$. Les crédits de paiement (Outlays) s'élèvent à 600,6 milliards US$.
Les demandes budgétaires (Budget Request) sont déposées par le gouvernement en février ou mars de chaque année. Ainsi la Budget Request pour FY 2020 est déposée par l'Administration Trump le 11 mars 2019. Les demandes budgétaires portent sur l'année fiscale suivante, mais fournissent aussi une trajectoire pour les quatre années suivantes : les documents fournis par le gouvernement pour FY 2020 contiennent une description détaillée des actions prévues pour cette année fiscale, mais aussi une projection financière de FY 2021 à FY 2024.
Ces demandes sont ensuite examinées par les deux chambres du Congrès, la Chambre des Représentants et le Sénat. Chacune apporte des modifications aux demandes et vote sa version du National Defense Authorization Act (NDAA), la loi annuelle relative aux dépenses de défense. Le gouvernement peut aussi apporter un commentaire formel aux projets de NDAA discutés par les deux chambres, comme c'est le cas pour le projet de budget FY 2020 lorsque la Présidence adresse à la Chambre un document qui liste ses réserves sur certaines coupes que celle-ci souhaite effectuer dans les demandes et évoque la possibilité que le Président oppose son veto au NDAA s'il est adopté en l'état. Après accord entre les deux Chambres, le Président signe le NDAA qui a dès lors force de loi.

## Historique depuis 1940

### Part des dépenses de défense dans le PIB des États-Unis
Le graphique ci-dessous illustre l'effort de défense des États-Unis, exprimé en pourcentage du PIB, entre 1940 et 2019.
En 1940, avant le déclenchement de la Seconde Guerre mondiale, les dépenses de défense ne représentent que 1,7 % du PIB. Avec la guerre, elles dépassent pendant trois ans, de 1943 à 1945, 35 % du PIB, puis retombent très rapidement après la guerre à 3,5 % du PIB. Cette décroissance très rapide illustre la rapidité du retour des États-Unis à une société et une économie civiles.

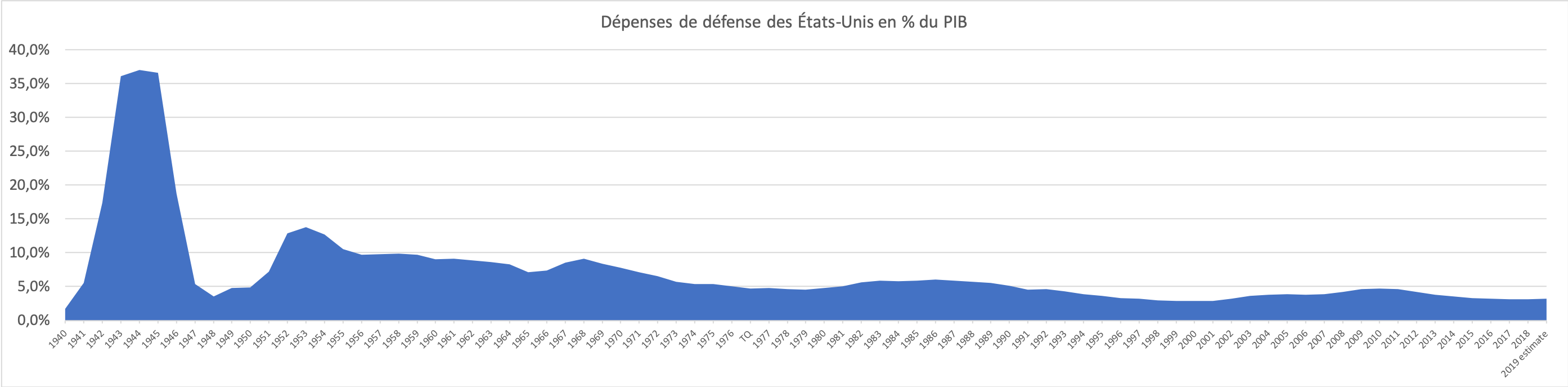
Dépenses de défense des États-Unis en % du PIB

La guerre froide s'installe rapidement et pousse de nouveau à la hausse les dépenses de défense, dans des proportions modestes, inférieures à 5 % du PIB, jusqu'à ce que la guerre de Corée ne provoque un nouveau pic de dépenses militaires : en 1953, elles atteignent 13,8 % du PIB. Elles diminuent ensuite lentement, passant de 10,5 % en 1955 à 7,1 % en 1965, demeurant à un niveau élevé en raison de la course aux armements engagée avec l'Union soviétique.
La guerre du Viêt Nam entraîne une nouvelle hausse importante des dépenses qui atteignent en moyenne durant les années 1967-1969 8,7 % du PIB. La fin progressive de l'engagement américain dans ce conflit et surtout la détente entre l'Est et l'Ouest créent les conditions propices à une nouvelle diminution importante des défenses qui passent de 7,8 % du PIB en 1970 à 4,5 % en 1979.
La fin de la détente et l'élection de Ronald Reagan à la présidence relancent la course aux armements avec les Soviétiques, entraînant une nouvelle hausse importante des dépenses militaires qui atteignent 6,0 % du PIB en 1986. La nouvelle détente des relations permise par l'arrivée au pouvoir à Moscou de Mikhail Gorbatchev permet une réduction de l'effort militaire américain à la fin des années 1980, que le dénouement de la guerre froide et la disparition de l'URSS accélèreront encore dans la décennie 1990 : durant les années 1999-2001, l'effort de défense des États-Unis ne représente plus que 2,9 % de leur PIB. À ce niveau, le plus bas depuis 1940, le budget militaire américain demeure encore, de très loin, le plus important au monde.
Le XXIe siècle voit remonter les tensions internationales. Frappé par les attentats du 11 septembre 2001, les États-Unis s'engagent dans de nouvelles guerres qui vont entraîner une hausse considérable des budgets militaires qui atteignent 4,6 à 4,7 % du PIB durant les années 2009-2011. Sous la présidence de Barack Obama qui réduit considérablement l'ampleur des opérations militaires américaines, le budget régresse fortement jusqu'à atteindre un point bas à 3,1 % du PIB en 2017-2018. Le président Donald Trump décide d'inverser cette tendance au nom de la compétition stratégique avec la Chine et la Russie. Les budgets 2019 et 2020 représentent respectivement 3,2 et 3,3 % du PIB.

### Dépenses de défense en US$ constant
En dollar constant de 2012, le budget de défense des États-Unis progresse de façon importante depuis la fin de la Seconde guerre mondiale.

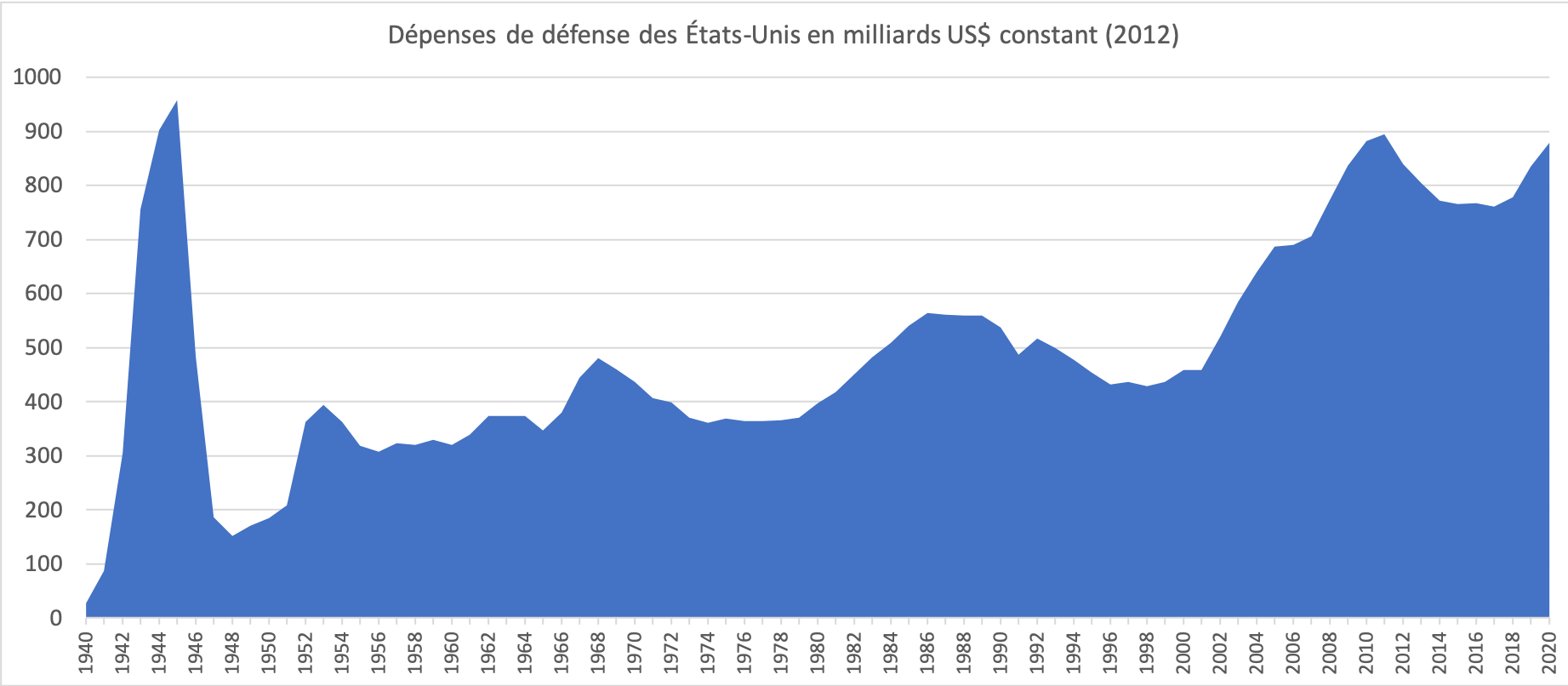
Dépenses de défense des États-Unis en G US$ constant

La croissance de l'économie américaine permet d'augmenter fortement les dépenses de défense depuis le début du XXIe siècle sans qu'elles ne dépassent le seuil de 5 % du PIB, largement dépassé durant la guerre froide. Le sommet atteint en 2011 de 895 milliards US$ se situe en dollar constant presque au niveau du pic de dépenses militaires durant la Seconde Guerre mondiale, mais il représente 4,6 % du PIB contre 37 % environ durant les années 1943-1945.

## Budget du département de la Défense FY 2010 à FY 2020
Le projet de budget du DoD pour FY 2020 est en engagement de dépenses de 728 milliards US$ dont 718 milliards US$ de dépenses discrétionnaires et 10 milliards US$ de dépenses obligatoires. Les dépenses discrétionnaires demandées sont en augmentation de 4,8 % par rapport à FY 2019 en dollars courants et de 2,8 % à prix constant.

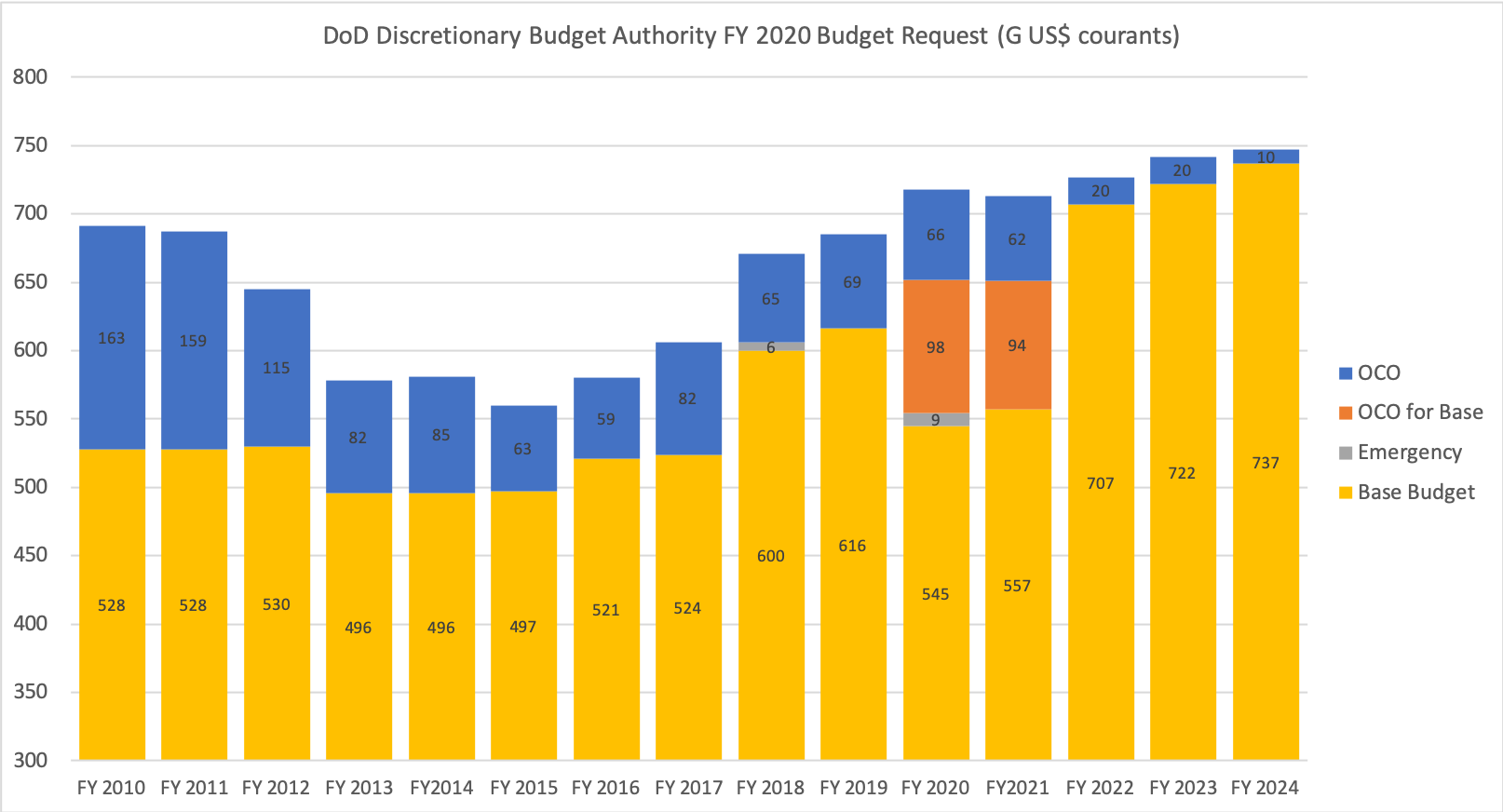
U.S. Département de la Défense - Demande budgétaire FY 2020 - Dépenses discrétionnaires,

Depuis FY 2010, les dépenses exceptionnelles pour les opérations extérieures (OCO) représentent des montants considérables, en sus de la base budgétaire du DoD. EN FY 2010 et FY 2011, elles atteignent les montants records de respectivement 163 et 159 milliards US$. Elles décroissent ensuite avec le retrait partiel progressif des troupes américaines d'Afghanistan et d'Irak, pour tomber à 59 milliards US$ en FY 2016. Les opérations contre l'État islamique contraignent de maintenir un montant d'OCO supérieur à 65 milliards US$ chacune des quatre années suivantes. Les demandes pour FY 2020 prévoient que les OCO demeurent supérieurs à 60 milliards US$ malgré l'incorporation dans le budget de base du DoD de 98 milliards US$ pour les opérations extérieures,.

## Budgets FY 2019 et FY 2020 du département de la Défense
| Budget Authority En milliards US$ courants | FY 2018 Réel | FY 2019 Estimé | FY 2020 Requis |
| ------------------------------------------ | ------------ | -------------- | -------------- |
| Dépenses de personnel                      | 150,9        | 158,6          | 165,1          |
| Opérations et maintenance                  | 274,1        | 279,7          | 293,8          |
| Acquisitions                               | 147,5        | 147,6          | 143,4          |
| R&D, test et évaluation                    | 92,0         | 95,5           | 104,5          |
| Construction militaire                     | 10,4         | 9,7            | 19,8           |
| Logement des familles                      | 1,4          | 1,6            | 1,3            |
| Autre                                      | 18,3         | 0,4            | 0,1            |
| Total département de la Défense            | 694,5        | 693,1          | 728,0          |

Le tableau ci-contre présente le budget du département de la Défense des États-Unis, selon la nomenclature budgétaire de base du gouvernement fédéral américain. Publiées en mars et mai 2019, ces données sont les dépenses réelles pour FY 2018, les dépenses estimées pour FY 2019 (exercice du 1er octobre 2018 au 30 septembre 2019) et les dépenses demandées par le gouvernement pour FY 2020.
Le budget FY 2018 est définitivement adopté (Bipartisan Budget Act (BBA)) en février 2018 après de longues négociations ; en hausse de 9 % par rapport à l'année précédente, ce budget atteint 700 milliards US$, en incluant les sommes supplémentaires allouées pour les opérations extérieures (Overseas Contingency Operations (OCO)), soit 26 milliards US$ de plus que la demande budgétaire établie par l'Administration Trump. Le BBA 2018 établit aussi un nouveau plafond pour les FY 2019 à 2021.
Dans la foulée, les demandes budgétaires pour FY 2019 sont soumises au Congrès. Elles sont originales à trois titres. En premier lieu, le budget FY 2019 est le premier qui soit préparé de bout en bout par l'Administration Trump. En second lieu, ce budget est préparé en parallèle de l'élaboration d'une nouvelle Stratégie de défense nationale, qui redéfinit les grandes priorités stratégiques des États-Unis sans les quantifier. Enfin, la demande budgétaire FY 2019 est compatible avec le plafond fixé par le BBA 2018.
Les demandes budgétaires du DoD pour FY 2020 sont présentées en mars 2019. Les autorisations de programme dites discrétionnaires se montent à 718,3 milliards US$ auxquelles s'ajoutent 9,6 milliards US$ de dépenses dites obligatoires, soit un montant total de 728 milliards US$. Les premières sont en hausse de 4,9 % par rapport au NDAA FY 2019, soit 2,8 % en termes réels,.
Le Sénat vote sa version du NDAA FY 2020 le 27 juin 2019, la Chambre vote la sienne le 12 juillet 2019. Les deux chambres trouvent un accord le 1er août 2019.

### Lien avec laStratégie de défense nationale
Au début de son mandat, Donald Trump fait actualiser la Stratégie de défense nationale (National Defense Strategy) des États-Unis, dont la précédente mouture a été publiée en janvier 2012 sous la présidence d'Obama,. Le nouveau texte, la NDS 2018, est publié en janvier 2018. Les demandes budgétaires pour FY 2020 sont préparées par référence à cette NDS 2018. Elles mettent en exergue que « La compétition stratégique à long terme avec la Chine et la Russie constitue la principale priorité du DoD. Elle nécessite à la fois des investissements accrus et durables, en raison de l'ampleur des menaces qui pèsent aujourd'hui sur la sécurité et la prospérité des États-Unis et du potentiel d'augmentation de ces menaces à l'avenir ».
Cette stratégie est déclinée en quatre objectifs :
1. Investir dans les domaines émergents de l’espace et de la cyberguerre pour nous préparer à un environnement de sécurité complexe ;
2. Moderniser nos capacités dans les domaines aérien, maritime et terrestre afin d'en accroître l'efficacité ;
3. Innover plus rapidement pour renforcer notre avantage concurrentiel ;
4. Améliorer le soutien aux forces pour nous préparer aux engagements opérationnels actuels et aux menaces futures.

### Évolutions de la structure budgétaire
| Budget Authority                         | FY 2018 Réel | FY 2019 Estimé | FY 2020 Requis |
| ---------------------------------------- | ------------ | -------------- | -------------- |
| Effectifs militaires d'active (milliers) | 1 322        | 1 338          | 1 339          |
| Effectifs civils (milliers)              | 742          | 753            | 758            |

Depuis la fin de la Seconde Guerre mondiale, le budget du DoD connaît quatre cycles principaux de hausse et de baisse. Le dernier de ces cycles, entamé au début du XXIe siècle se caractérise par une hausse du budget en termes réels de 110 % tandis que dans le même temps les effectifs militaires d'active ne croissent que de 4 %. Cette tendance se confirme depuis lors : les demandes budgétaires pour FY 2019 correspondent à une hausse en termes réels de 82 % par rapport à l'étiage de FY 1998 pour des effectifs militaires en baisse de 9 % sur la même période. Le coût de la structure de forces devient toujours plus élevé pour des effectifs qui tendent à diminuer.

#### Dépenses de personnel
Les effectifs militaires d'active sont quasiment stables autour de 1,3 million. Les effectifs civils employés par le DoD sont d'environ 750 000. Pour autant, les dépenses liées aux personnels militaires et civils sont très élevées, qu'il s'agisse des salaires qui sont compétitifs par rapport aux entreprises ou davantage encore des prestations de toutes natures dont ils bénéficient. Les demandes budgétaires pour FY 2019 comprennent 206 milliards US$ pour le personnel militaire et 85 milliards US$ pour le personnel civil, soit 42 % du budget total demandé de 695 milliards US$. Pour le personnel militaire d'active, la part des salaires et des primes est de seulement 53 % de leur coût total, contre 69,5 % en moyenne dans le secteur privé. Pour autant, les niveaux de salaire sont très comparables voire plus élevés et les augmentations le plus souvent supérieures à l'inflation : les demandes budgétaires pour FY 2020 prévoient une augmentation salariale de base de 3,1 %, après une hausse de 2,6 % en FY 2019.
Le coût du système de santé militaire (Military Health System (MHS)) est à lui seul de 50 milliards US$ en moyenne pour FY 2019 et FY 2020. Le MHS emploie 125 000 personnels de santé dans 49 hôpitaux, et profite à 9,6 millions de personnels d'active et en retraite. L'ensemble de ces coûts liés aux personnels du DoD représentent une charge considérable pour le budget de La Défense des États-Unis, quasiment obligatoire sans possibilité de compression significative.

#### Opérations et maintenance
Les dépenses relatives aux opérations et à la maintenance (O&M) sont celles qui croissent le plus vite depuis le début du XXIe siècle. Cet accroissement s'explique partiellement par les guerres menées au Moyen-Orient. Toutefois, la forte baisse des effectifs engagés sur le terrain depuis 2013 ne se traduit pas par une baisse corrélative des dépenses O&M. Rapportés au nombre de personnels militaires d'active, les coûts O&M croissent depuis le début des années 2010 à un rythme supérieur de 2 à 3 % à l'inflation. Concernant l'USAF, entre FY 2000 et FY 2019, en termes réels, le coût des opérations aériennes augmentent de 125 %, mais ces mêmes coûts bondissent de 157 % par avion.

#### Investissements (acquisitions, R&D, test et évaluation)
Les budgets d'investissement suivent globalement les cycles de hausse et de baisse des budgets du DoD. Ils augmentent fortement durant les années 2010 pour financer les matériels mais aussi les missiles et munitions utilisés en Afghanistan et en Irak, pour retomber ensuite brutalement entre 2010 et 2015. Ils augmentent à nouveau depuis FY 2016 notamment pour financer la lutte contre l'État islamique.
Les budgets demandés concernent pour une part, de l'ordre de 20 milliards US$ par an, des programmes classifiés pour lesquels le DoD ne fournit pas d'information publique.
Les États-Unis investissent massivement dans les sciences et les technologies nouvelles (S&T). Les sommes qui leur sont consacrées sont en termes réels relativement stables, autour de 15 milliards US$ par an.

### Coût des opérations extérieures
| Budget Authority En milliards US$ courants   | FY 2018 Réel | FY 2019 Estimé | FY 2020 Requis |
| -------------------------------------------- | ------------ | -------------- | -------------- |
| Opération Freedom's Sentinel                 |              | 18,5           | 18,6           |
| Operation Inherent Resolve                   |              | 8,9            | 6,9            |
| Théâtre d'opérations (déploiement permanent) |              | 33,7           | 35,3           |
| European Deterrence Initiative               |              | 6,5            | 5,9            |
| Total                                        |              | 67,6           | 66,7           |

Les budgets FY 2019 et FY 2020 incluent le financement de la poursuite des opérations militaires en Afghanistan, Iraq et Syrie ainsi que celui du déploiement permanent de forces américaines notamment au Moyen-Orient, en Asie et en Europe.
Le coût direct des opérations militaires est de 27,4 milliards US$ en FY 2019 et de 25,4 milliards US$ en FY 2020. Ces dépenses concernent d'une part la poursuite des opérations de l'OTAN en Afghanistan, auxquelles la participation des États-Unis porte le nom d'opération Freedom's Sentinel, et d'autre part la poursuite de la lutte contre l'État islamique en Irak et en Syrie menée par une coalition internationale emmenée par les États-Unis sous le nom d'opération Inherent Resolve.
À ce coût des opérations militaires proprement dites, s'ajoutent ceux liés au déploiement permanent des forces américaines qui recouvrent notamment les bases à l'étranger, les commandements comme l'United States Central Command (CENTCOM) qui est responsable des opérations militaires des États-Unis au Moyen-Orient, en Asie centrale et en Asie du Sud, les systèmes et opérations de communication, de reconnaissance et de renseignement, les équipements et les munitions, ainsi que des coopérations internationales.

### Investissements
| Budget Authority En milliards US$ courants | Branche  | FY18 Réel | FY19 Est. | FY20 Req. |
| ------------------------------------------ | -------- | --------- | --------- | --------- |
| F-35                                       | Joint    | 12,7      | 11,6      | 11,2      |
| SSN 774 Virginia Class                     | USN      | 5,7       | 5,4       | 10,2      |
| DDG 51 Arleigh Burke Class                 | USN      | 3,8       | 6,2       | 5,8       |
| B-21 Raider                                | USAF     | 1,9       | 2,3       | 3,0       |
| KC-46A                                     | USAF     | 3,0       | 2,4       | 2,3       |
| F/A-18 Super Hornet                        | USN/USMC | 1,9       | 2,1       | 2,0       |
| F-15 Eagle                                 | USAF     | 1,0       | 1,0       | 2,1       |
| M-1 Abrams                                 | USA      | 1,8       | 2,7       | 2,2       |
| Aegis Ballistic Missile Defense            | Joint    | 2,2       | 1,6       | 1,7       |

Les demandes budgétaires pour FY 2020 totalisent 247 milliards US$ qui se répartissent en 143 milliards US$ pour les acquisitions et 104 milliards US$ pour la R&D, l'évaluation et le test des nouveaux équipements. Ces sommes représentent 34 % du budget total demandé pour FY 2020.
Sur ce total, les systèmes d'armes aériens représentent 55,7 milliards US$ (soit 22,5 %), les systèmes navals 34,7 milliards US$ (14 %), les missiles et munitions 21,6 milliards US$ (8,7 %), les systèmes terrestres 14,6 milliards US$ (5,9 %), les sciences & technologies 14,1 milliards US$ (5,7 %), les systèmes basés dans l'espace 11,9 milliards US$ (4,8 %), les systèmes de défense antimissile 11,6 milliards US$ (4,7 %), les systèmes C4I 10,2 milliards US$ (4,1 %). Enfin les activités de support aux missions, qui regroupent des équipements de toutes natures mais aussi les programmes classifiés qui ne sont pas mentionnés dans les catégories précédentes, représentent 70,8 milliards US$ (29 %).

#### Systèmes aériens

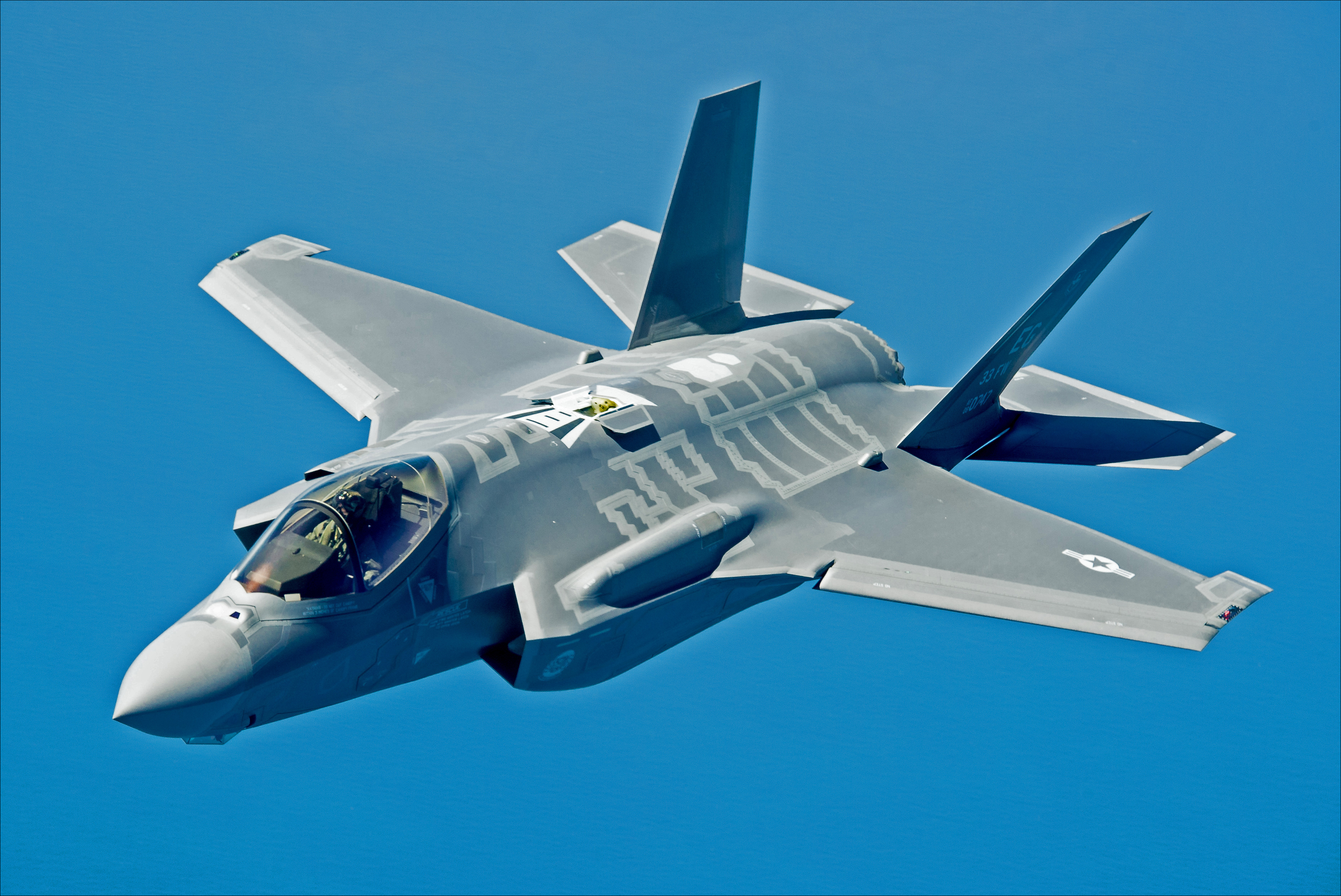
F-35A de USAF

Comme en FY18 et FY19, le programme de loin le plus important de l'US Air Force est en FY20 le F-35 Joint Strike Fighter. Il est prévu d'acquérir 78 appareils supplémentaires, après 90 commandés en FY18 et 93 en FY19.
L'US Air Force poursuit aussi le développement du bombardier à long rayon d'action B-21 Raider à hauteur de 3 milliards US$, capable de frappes conventionnelles et nucléaires. Les plans actuels prévoient l'acquisition d'une centaine d'appareils.
Dans le domaine des drones militaires, l'investissement porte principalement sur le MQ-9 Reaper pour plus d'1 milliard US$, sur le système MQ-4C Triton / RQ-4 Global Hawk / NATO Alliance Ground Surveillance (AGS) également pour 1 milliard US$, et sur le MQ-25 Stingray.

#### Systèmes navals

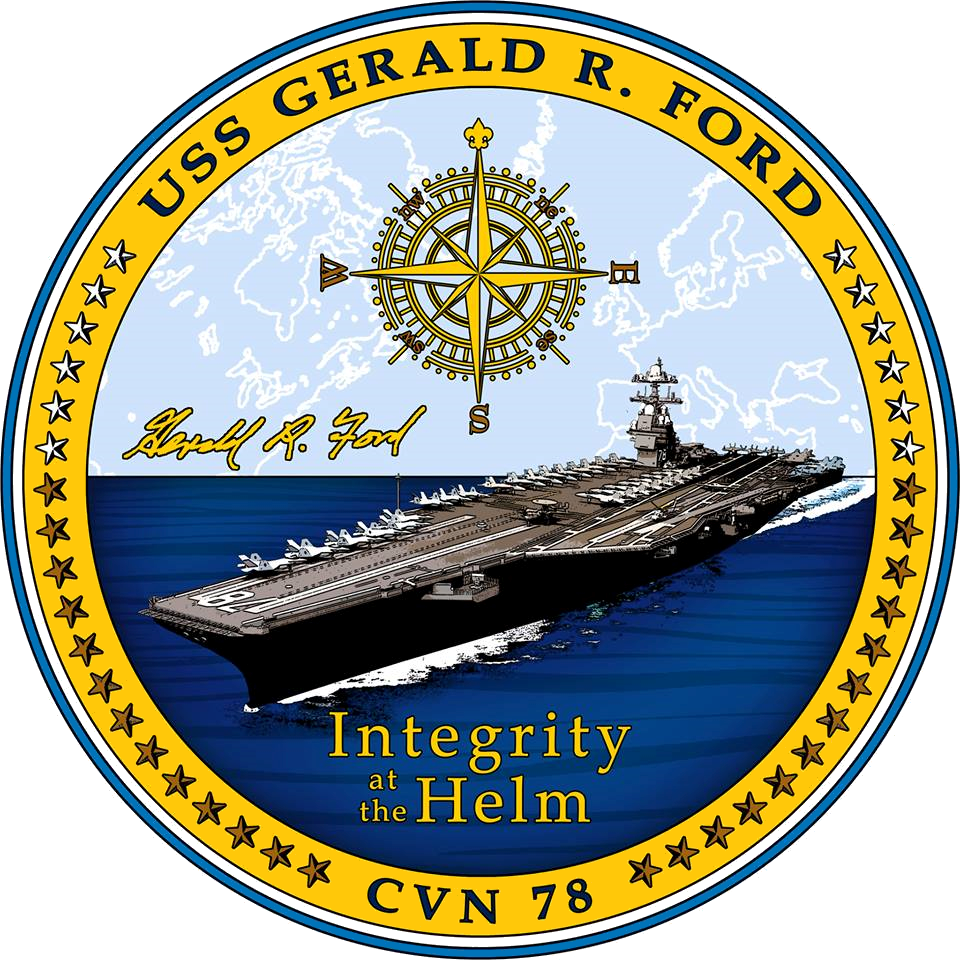
Écusson du CVN 78 Gerald R. Ford

Le budget FY20 finance la construction ou l'extension de la durée de vie de 19 navires, parmi lesquels deux porte-avions de la classe Gerald R. Ford, les CVN 80 (USS Enterprise) et CVN 81, trois sous-marins d'attaque nucléaires de la classe Virginia SSN 774, trois destroyers de la classe Arleigh Burke DDG 51. Le budget FY20 inclut également le financement de la conception et des premiers approvisionnements à long terme de la future classe de sous-marins balistiques nucléaires Columbia (SSBN / SNLE). Le financement des études de conception et du lancement de la construction de la première unité d'une nouvelle classe de frégates lance-missiles (FFG(X)),.

#### Espace et cyberdéfense

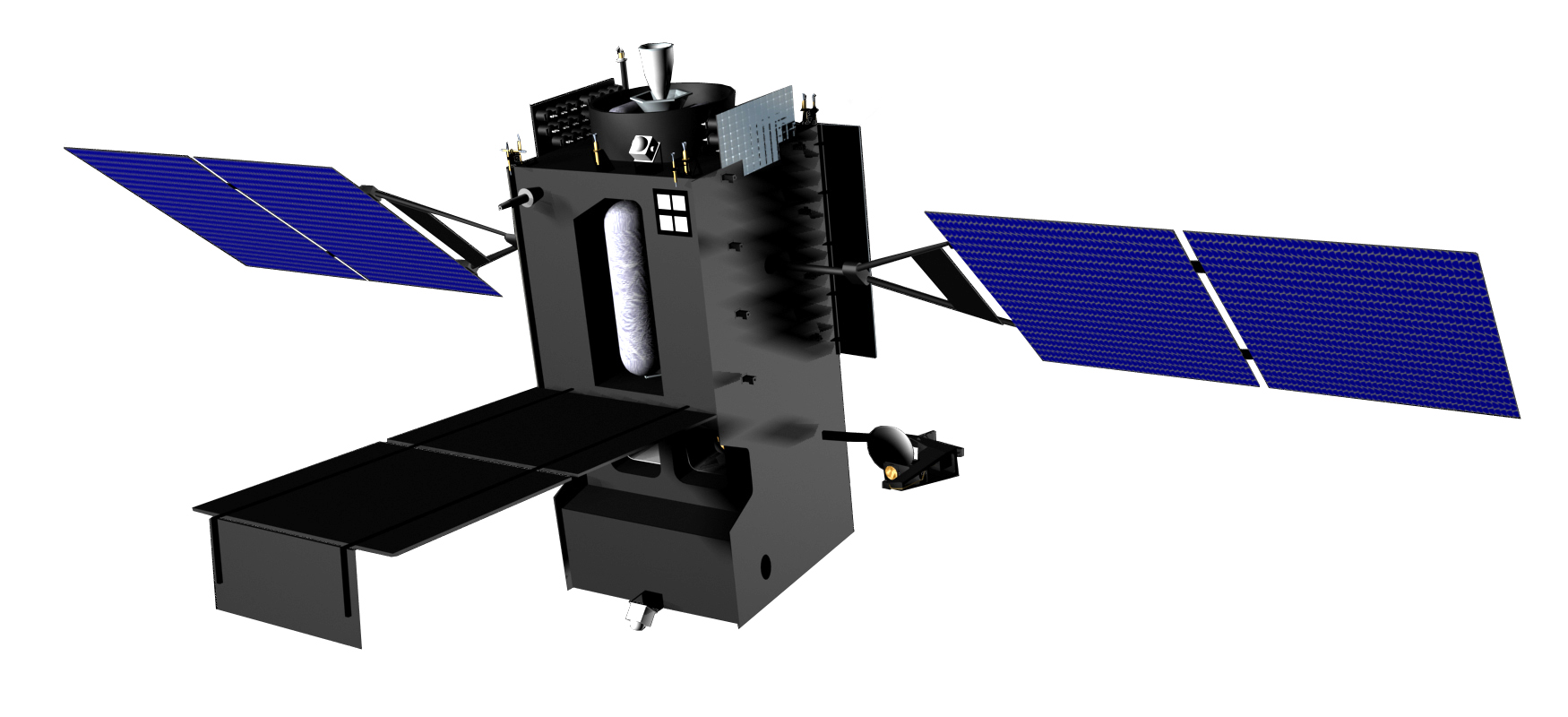
SBIRS-GEO 3

Ces deux domaines sont l'une des quatre priorités du budget FY 2020, pour lesquels les demandes budgétaires d'investissement et de fonctionnement sont de respectivement 14,1 milliards US$ et 9,6 milliards US$. Concernant les seuls budgets d'investissement, il est prévu de consacrer 11,9 milliards US$ au domaine spatial en FY20, contre 9,3 en FY19 et 9,8 en FY18 ; les principaux programmes non classifiés sont l'amélioration des capacités du système de positionnement par satellite (GPS III) et la poursuite du déploiement du système de surveillance de l'espace par infrarouge à partir de satellites géostationnaires (SBIRS). En matière de cyberdéfense, le DoD veut consacrer 5,4 milliards US$ pour renforcer la sécurité de ses réseaux et systèmes.

#### Systèmes de défense antimissile
Autre priorité de la politique de défense américaine, la défense antimissile est budgétée à hauteur de 13,6 milliards US$ en FY20, dont 11,6 pour les investissements, contre 12,0 en FY19 et 9,2 en FY18. Pour l'essentiel, les ressources sont consacrées à la poursuite des grands programmes en cours qui ont été confirmés par la revue effectuée par le Pentagone fin 2018 de la stratégie antimissile des États-Unis (2019 Missile Defense Review) ; le système GMD de défense des États-Unis contre les missiles balistiques intercontinentaux (ICBM) et le système Aegis déployé essentiellement à bord de navires bénéficient des budgets les plus importants.